# Vautour Club Mangoungou
Der Vautour Club Mangoungou ist ein gabunischer Fußballklub mit Sitz in der Hauptstadt des Landes Libreville.

## Geschichte
Wann der Klub gegründet wurde, ist unbekannt. In der Saison 1976/77 gewann man erstmals den national Pokal. in dieser Saison wurde kein Meister ausgespielt. Daher durfte das Team am African Cup of Champions Clubs 1978 teilnehmen. In der darauf folgenden Spielzeit platzierte man sich dann nochmal in der Meisterschaft. Die kommenden Jahre sind unbekannt.
In der Saison 1985/86 gelang der Wiederaufstieg in die höchste Spielklasse. Zur Saison 1989/90 wird der Klub aus der Liga ausgeschlossen. Ob der Verein heute noch existiert, ist nicht bekannt.